# Costantino I Salusio II
Constantino I Salusio, anche detto Gosantine, Goantine o Gantine (fl. XI secolo), è stato Giudice di Cagliari all'incirca dal 1089 al 1103.

## Biografia
Era figlio del precedente Giudice Orzocco Torchitorio I e della giudicessa Vera. Egli riuscì a succedere direttamente al padre, nonostante la loro carica non fosse ereditaria, ma elettiva. Alla sua ascesa al trono Costantino prese nome di Salusio II, essendo Torchitorio e Salusio i nomi dinastici che si alternavano nel Giudicato. In documenti a suoi contemporanei viene definito come rex et iudex Caralitanus. 
Costantino sposò Giorgia, probabilmente appartenente alla famiglia dei Lacon. Ebbero due figlie: Elena morta prima del 1089 e Vera che risultava ancora viva nel 1124. Ebbero inoltre quattro maschi: Mariano II Torchitorio II che successe nel Giudicato, Orzocco (che morì dopo il 1163), Itocorro (morto entro il 1112) e Sergio (morto entro il 1141). Costantino risulta vivo in un documento per l'ultima volta solo nel 1090, mentre una data certa per il suo successore è il 1103, perciò il periodo della sua successione non è bene documentato: suo fratello Torbeno di Cagliari (che magari era già stato in precedenza associato al trono) risulta regnante per un breve periodo, ciò potrebbe significare una probabile usurpazione del trono da parte sua a discapito del fratello o del nipote Mariano II, che risulta regnante successivamente.

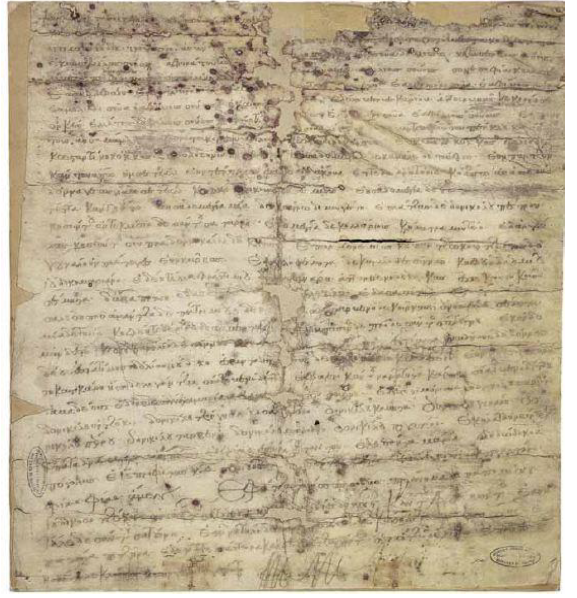
Prima Carta cagliaritana

In un documento datato 30 giugno 1089 Costantino confermò il possesso dei monasteri sardi di San Giorgio di Decimo e di San Genesio di Uta da parte dell'abbazia di San Vittore di Marsiglia. Questo tipo di conferma di privilegi ecclesiastici all'epoca era comunemente associata con l'ascesa la trono, indicando perciò la data di inizio del suo regno.
Il territorio di Cagliari era rimasto molto isolato nei secoli precedenti, ottenendo un alto livello di autonomia. Perciò il Giudice Costantino I, con l'appoggio papale, cercò di rompere questo isolamento e promosse lo sviluppo del suo paese invitando monaci benedettini a trasferirsi sull'isola, portando con loro un rinnovamento religioso, assieme a un incremento economico e tecnologico, grazie alle loro tecniche e conoscenze. Costantino fu un ardente sostenitore della Chiesa, in accordo con il papato accettò perciò l'alto patronato di Lamberto, arcivescovo di Pisa, su Cagliari, con la promessa di abbandonare i tipici vizi dei suoi predecessori: concubinato, incesto ed assassinio.